# Elena Darikovich
Elena Darikovich (1951–2017) foi uma fotógrafa russa.
O seu trabalho está incluído nas colecções do Museu de Belas-Artes de Houston, do Art Institute of Chicago e do Museu de Fotografia Contemporânea.